# Эмблема Мьянмы
Эмблема Мьянмы (бирм. ပြည်ထောင်စုသမ္မတမြန်မာနိုင်ငံတော် နိုင်ငံတော်အထိမ်းအမှတ်တံဆိပ်) используется во всех официальных правительственных документах, включая публикации. 

## Описание
- В центре печати изображена карта Республики Союз Мьянма. Веточки Евгении, каждая из которых содержит по четырнадцать листьев, расположены по обе стороны карты.
- Веточки Евгении обрамлены с каждой стороны художественными мьянманскими львами. Лев с левой стороны обращён влево, а лев с правой стороны обращён вправо.
- Имя страны на бирманском, ပြည်ထောင်စု သမ္မတ မြန်မာနိုင်ငံတော်, обозначено на ленте у основания. Выражение ပြည်ထောင်စု находится на свитке, который находится под правым (геральдически) львом; သမ္မတ находится под картой; မြန်မာနိုင်ငံတော် находится под левым львом.
- В верхней части печати расположена большая жёлтая пятиконечная звезда, указывающая вертикально вверх.
- Другая часть печати окружена традиционными для Мьянмы цветочными арабесками[2].

## Исторические гербы

1943—1945
1948—1974
1974—1988
1988—2011